# کالیفون (نیوجرسی)
کالیفون (به انگلیسی: Califon) شهری در ایالت نیوجرسی کشور ایالات متحده آمریکا است که جمعیت آن در سرشماری سال ۲۰۱۰ میلادی، ۱٬۰۷۶ نفر بوده‌است.